# George Frederik Kunz
George Frederik Kunz (1856–1932) var en amerikansk mineralog och ädelstensexpert.
Kunz blev 1879 anställd som sakkunnig hos juvelerarfirman Tiffany & Co. och var 1883-1909 avdelningschef för ädelstenar och prydnadsstenar vid USA:s geologiska undersökning. Kunz tog initiativet till införandet av den metriska karatvikten. Bland hans mångs skrifter märks Gems and precious stones of North America (1890), The curious lore of precious stones (1913) samt Magic of jewels and charms (1915).